# DUCK's MARKET
『DUCK's MARKET』（ダックス マーケット）は、Romancrewのメジャー2枚目のアルバム。

## 概要
アルバムのリリースは、2007年の『THE BEGINNING』以来約1年ぶりとなる。初回生産限定盤はDVD付きで、アルバムのジャケットに載っているアヒルの頭のデザインが通常盤と異なる。
フィーチャリングゲストとしてKREVA、コヤマシュウ（Scoobie Do）、CHIEF ROKKA（韻踏合組合）、THE FLEX UNITEら2グループと2人が参加しているほか、トラックメイカーとしてDJ TOKNOWなどが参加している。

## 収録曲

### Disc1
1. First Song
2. Dream
3. スープパスタ feat. KREVA
4. F.R.E.E.D.O.M
5. We Gamblin' feat. CHIEF ROKKA（韻踏合組合）
6. Sha-Na Means...
7. ロマンティック is Dead
8. ロマンより愛をこめて feat. コヤマシュウ (Scoobie Do)
9. NEXT MOVEMENT
10. Bush Running
11. エレベーターアクション feat. THE FLEX UNITE（AZZ ROCK & 勝）
12. Love Comes & Goes
13. 虹の交差点

### Disc2（初回限定DVD）
1. Love Comes & Goes
2. ロマンより愛をこめて feat.コヤマシュウ (SCOOBIE DO)
3. 虹の交差点

※上記3曲はすべてビデオクリップ。